# Multiplex (entreprise)
Pour les articles homonymes, voir multiplex.
Multiplex est une marque allemande d'aéromodélisme. Cette société créée en 1958 produit et commercialise des modèles réduits et du matériel de commande à distance.

## Sources
1. ↑  Multipex